# Just Like That...
Just Like That... è il diciottesimo album in studio della cantautrice statunitense Bonnie Raitt, pubblicato il 22 aprile 2022.  L'album è stato nominato per un Grammy Award come miglior album americano nel 2023.

## Tracce
1. Made Up Mind – 3:40 (David Landreth, Joseph Sidney Landreth, Jonathan Singleton)
2. Something's Got a Hold of My Heart – 4:51 (Al Anderson)
3. Livin' for the Ones – 3:05 (Bonnie Raitt, George Marinelli)
4. Just Like That – 5:05 (Raitt)
5. When We Say Goodnight – 5:01 (Jonach S. Smith)
6. Waitin' for You to Blow – 5:27 (Raitt)
7. Blame It on Me – 5:48 (Andrew Matheson, John Capek)
8. Love So Strong – 4:31 (Frederick "Toots" Hibbert)
9. Here Comes Love – 4:15 (Antoni Lech Weirzynski)
10. Down the Hall – 4:30 (Raitt)

## Classifiche
| Classifica (2022) | Posizione raggiunta |
| ----------------- | ------------------- |
| Stati Uniti       | 44                  |